# 印花

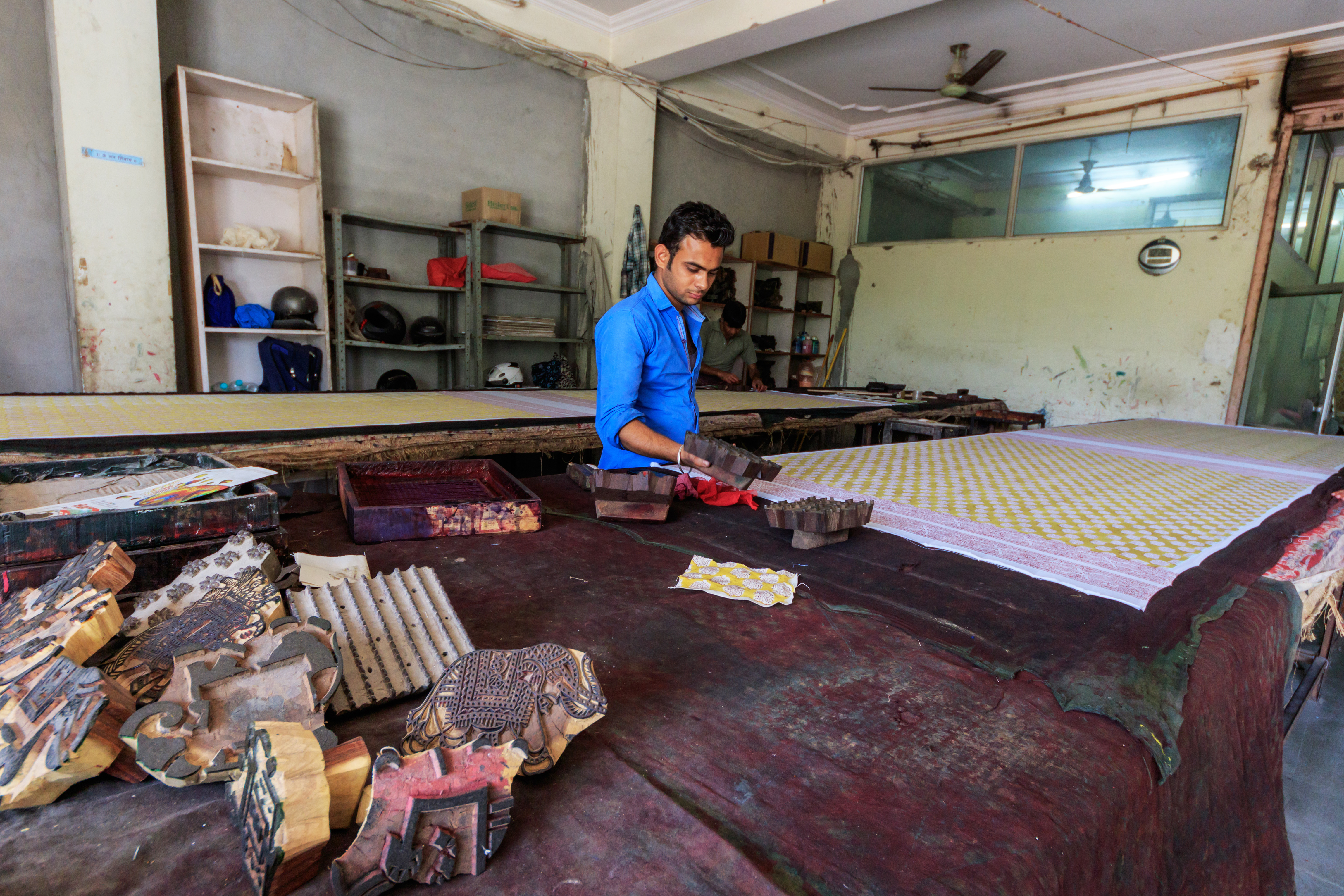
印度拉贾斯坦邦齋浦爾的織物印花

印花（英語：Textile printing），全稱织物印花，是指使用染料、涂料或其他特殊材料，通过一定的實施方式，能夠在紡織品上得到可複制圖案的加工過程。

## 类型
- 以印花设备划分，可分为：滚筒印花（凹版印花）、絲网印花（包括平网印花与圆网印花）、转移印花、数码印花。

- 以印花工艺划分，可分为：直接印花、防染印花、拔染印花、罩印印花、叠印印花、阶调印花、共同印花。

## 几种印花类型的介绍

### 凹版印花（滾筒印花）
凹版印花或滾筒印花，指用刻有凹形花紋的銅製滾筒在織物上印花的工藝。印花時滾筒表面沾上色漿，再用鋒利而平整的刮刀將滾筒上未刻花部分的表面色漿刮除，使凹形花紋內留有色漿。滾筒壓印於織物時，色漿即轉移到織物上而印得花紋。每隻滾筒刻一種圖案印一種色漿，在設備上同時裝有多隻滾筒，就可印製多套色的圖案。

### 平版絹網印花（絲網印花）
是一种花紋透空的印刷方式，把要印出的圖案在有細孔的絹網保留透空，不需印刷的部位則在絹網上塗層蠟版不透孔。經由刮刀將顏料色漿擠壓過篩網的平版或是圓筒，透穿過細孔塗印於布料上。每一個顏色都需要獨立開出一套絲網，最多可達8-12套色網版。科技不斷進步之下，網點絲印及絲印油墨已經推出市面，這兩種絲網印刷方法不單可使用於實色的印刷，更可以用於使用含有漸變色的圖案，開網版的師傅會先按照CMYK值來製作網版，再根據需要印刷的圖案進行調整及印刷。

### 圓網印花
圓網印花是利用刮刀使圓網內的色漿在壓力的驅動下，往圓網外噴印製到織物上去的一種印花方式。圓網印花與滾筒印花一樣都是連續工序，印花織物通過輸送帶到不斷運動中的圓網或是滾筒花筒下面持續印刷，生產速度快，適合大量產製。

### 熱轉印（熱昇華轉印）
熱轉印印花，俗稱紙印花，是一种布料轉移印花技術。原理就是先將圖案以特製熱轉印油墨印在轉印專用紙上，再以高溫高壓地將圖案轉印到布面上。又因轉印耗材不同分為：轉印紙轉印、熱昇華轉印。熱轉印特別適合製作印製包含全彩圖像或照片的圖案。
熱昇華轉印是以具有熱昇華特性的染料製圖，噴墨列印在熱轉印紙上，使用高溫高壓的機器將圖案轉印製布料上。經過加熱燙壓，墨水在高溫下會昇華成汽態，以氣體分子態滲入材料，此種氣態染料分子能輕易的進入紡織品的孔隙中，待溫度下降，染料再度還原成固態，同時紡織品表面孔隙關閉凝固，顏色均可完全的滲入轉印物的纖維中，不管視覺與觸感皆一流並保有原有的透氣與舒適感，水洗不掉色。 缺點是僅適用在人造纖維的布料上，不適用在天然纖維如棉麻成分占比大的布料上，所以這項印刷工藝大多使用在運動隊服之上。

### 噴墨印花、數碼印花
數碼印花技術的基本原理與噴墨印表機相同。在電腦中繪製設計與構圖，再透過數位印花機，把圖稿噴墨印花在織物上，細緻的成像品質，不影響原布料的質地。
根據各種不同材質的織物，數位印花噴印系統使用不同專用染料（墨水）和處理工藝，其將各種墨水（活性、分散、酸性，塗料）直接噴印到各種織物上，再經過經過高溫，染料昇華成氣態染料分子和布料纖維融為一體，成像品質細緻，布料手觸無異物感，色牢度佳，即使水洗日曬摩擦皆不會造成脫色。適用於各種不同材質的布料。

### 拨染印花
拔染印花（Shibori）是一种传统的日本染色技术，它涉及将织物折叠、绑扎、压迫或抓握，然后通过染色来创造出独特的图案和纹理。这种技术通常使用天然染料进行染色。在拔染印花中，艺术家使用各种方法将织物进行形状的变化，如折叠、绑扎、缝合或挤压，以在染色过程中限制染料的进入。这些限制造成了染料在织物上形成特定的图案和纹理。当织物浸入染料中时，染料只能渗透到未被限制的区域，而被限制的部分则保持原来的颜色。通过不同的形状和绑扎技术，可以创建各种各样的图案，如圆点、条纹、斑点、渐变和几何图案。拔染印花技术可以应用于各种织物，包括丝绸、棉布、麻布和毛织物。每种织物的纹理和吸收染料的方式都会对最终的图案效果产生影响。拔染印花是一种创造性和手工艺的过程，艺术家可以通过尝试不同的技术和染料来实现各种独特的效果。拔染印花在日本已有数百年的历史，并且在现代仍然被广泛应用于纺织品设计和艺术创作中。它是一种独特而富有表现力的染色技术，为织物带来了独特的美感和视觉效果。